# Xoana Iacoi
Xoana Iacoi (3 de junho de 1992) é uma handebolista profissional argentina.

## Carreira
Xoana Iacoi representou a Seleção Argentina de Handebol Feminino nos Jogos Olímpicos de Verão de 2016, que terminou em 12º lugar.